# Jekusiel Jehuda Halberstam

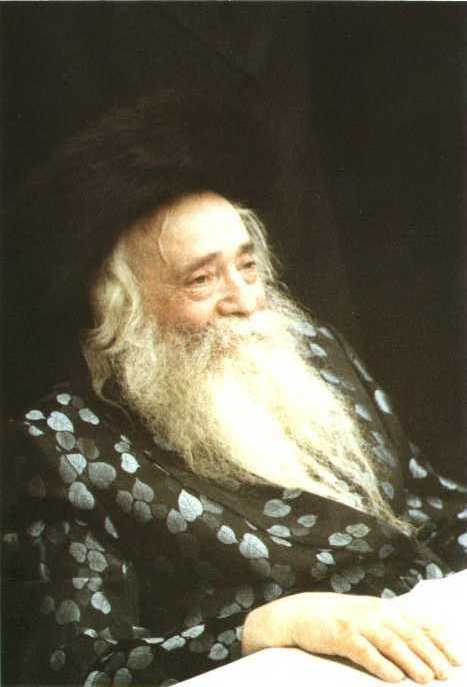
Jekusiel Jehuda Halberstam

Jekusiel Jehuda Halberstam (geboren 10. Januar 1905 in Rudnik, Galizien, Österreich-Ungarn; heute Polen; gestorben 18. Juni 1994 in Netanja, Israel) war ein orthodoxer Rabbiner und Admor, der die chassidische Sanz-Klausenburg-Dynastie begründete.

## Herkunft und Jugend
Jekusiel Halberstam war der Urenkel (über die direkte väterliche Linie) von Rabbi Chaim Halberstam von Sanz (dem Divre Chaim), einem der großen chassidischen Führer des polnischen Judentums. Sein Vater, Rabbi Tzvi Hirsch, der Rav von Rudnik, lehrte den jungen Jekusiel die Liebe zum Chassidut (chassidischer Philosophie) und zur Toralehre, teilte mit ihm die Geschichten, wie der Divrei Chaim lehrte, betete und leitete seinen Tisch (jiddisch טיש; Schabbat- und jüdischer Festtagstisch).
Jekusiel Halberstam wurde mit 13 Jahren Waise. Später studierte er mit anderen führenden chassidischen Rebben, einschließlich Rabbi Myer Jechiel von Ostrovtza, Rabbi Chaim Elazar Spira sowie seinem Großonkel Rabbi Schalom Eliezer Halberstam von Ratzfert. Während dieser Zeit bekam Jekusiel Halberstam den Beinamen „Ilui (‚Genie‘) von Rudnik“. In späteren Jahren sollte er regelmäßig nach Rudnik zurückkehren um seine Anhänger zu besuchen, die ihm loyal blieben, auch nach der Ernennung seines ersten Cousins Rabbi Benyumin Teitelbaum-Halberstam zum Rabbiner im Jahr 1924.

## Wirken
Halberstam war bekannt für seine Rechtschaffenheit, Güte gegenüber Anderen und Tora-Gelehrtheit, die die gesamte Gemeinde vor, während und nach dem Holocaust positiv beeinflusste und ihn zu einer Führungsperson, zum Mentor und zur Vaterfigur für tausende Juden aller Altersgruppen machte.
Halberstam wurde einer der jüngsten Rabbiner in Europa und bedeutend für tausende Anhänger in der rumänischen Stadt Klausenburg vor dem Zweiten Weltkrieg. Seine Frau, seine elf Kinder und die meisten seiner Anhänger wurden von den Nationalsozialisten ermordet, während er in mehreren Konzentrationslagern inhaftiert war.
Nach dem Krieg trug Halberstam dazu bei, das jüdische Gemeindeleben in den Vertriebenenlagern in Westeuropa, insbesondere im Lager Föhrenwald, wiederaufzubauen. 
1946 wanderte er in die Vereinigten Staaten aus und ließ sich 1947 im Stadtteil Williamsburg von Brooklyn (New York) nieder. Er stellte seine Dynastie in den USA und in Israel wieder her, heiratete ein zweites Mal und wurde Vater von sieben weiteren Kindern.

## Halberstam innerhalb seiner Dynastie
| Großrabbiner Chaim Halberstam von Sanz (1793–1876) Autor von Divrei Chaim |  |  |  |  |  |  |  |  |  |  |  |                                                                                     |                                                                                     |                                                                                     |                                                                                     | |                                                                                     |  |  |                                                                                          |                                                                                          |                                                                                          |                                                                                          |                                                                                          |                                                                                          |
|                                                                           |  |  |  |  |  |  |  |  |  |  |  |                                                                                     |                                                                                     |                                                                                     |                                                                                     | |                                                                                     |  |  |                                                                                          |                                                                                          |                                                                                          |                                                                                          |                                                                                          |                                                                                          |
|                                                                           |  |  |  |  |  |  |  |  |  |  |  |                                                                                     |                                                                                     |                                                                                     |                                                                                     | Großrabbiner Jekusiel Jehuda Halberstam (1905–1994) Erster Klausenburger Rebbe Autor von Shefa Chayim und Divrei Yatsiv |                                                                                     |  |  |                                                                                          |                                                                                          |                                                                                          |                                                                                          |                                                                                          |                                                                                          |
| Großrabbiner Boruch Halberstam von Görlitz (1829–1906)                    |  |  |  |  |  |  |  |  |  |  |  |                                                                                     |                                                                                     |                                                                                     |                                                                                     | |                                                                                     |  |  |                                                                                          |                                                                                          |                                                                                          |                                                                                          |                                                                                          |                                                                                          |
|                                                                           |  |  |  |  |  |  |  |  |  |  |  |                                                                                     |                                                                                     |                                                                                     |                                                                                     | |                                                                                     |  |  |                                                                                          |                                                                                          |                                                                                          |                                                                                          |                                                                                          |                                                                                          |
|                                                                           |  |  |  |  |  |  |  |  |  |  |  | Großrabbiner Zvi Elimelech Halberstam Sanzer Rebbe von Kiryat Sanz, Netanja, Israel | Großrabbiner Zvi Elimelech Halberstam Sanzer Rebbe von Kiryat Sanz, Netanja, Israel | Großrabbiner Zvi Elimelech Halberstam Sanzer Rebbe von Kiryat Sanz, Netanja, Israel | Großrabbiner Zvi Elimelech Halberstam Sanzer Rebbe von Kiryat Sanz, Netanja, Israel | Großrabbiner Zvi Elimelech Halberstam Sanzer Rebbe von Kiryat Sanz, Netanja, Israel                                     | Großrabbiner Zvi Elimelech Halberstam Sanzer Rebbe von Kiryat Sanz, Netanja, Israel |  |  | Großrabbiner Shmuel Dovid Halberstam Sanz-Klausenburger Rebbe von Borough Park, Brooklyn | Großrabbiner Shmuel Dovid Halberstam Sanz-Klausenburger Rebbe von Borough Park, Brooklyn | Großrabbiner Shmuel Dovid Halberstam Sanz-Klausenburger Rebbe von Borough Park, Brooklyn | Großrabbiner Shmuel Dovid Halberstam Sanz-Klausenburger Rebbe von Borough Park, Brooklyn | Großrabbiner Shmuel Dovid Halberstam Sanz-Klausenburger Rebbe von Borough Park, Brooklyn | Großrabbiner Shmuel Dovid Halberstam Sanz-Klausenburger Rebbe von Borough Park, Brooklyn |
| Rabbi Tzvi Hirsch Halberstam von Rudnik (1851–1918)                       |  |  |  |  |  |  |  |  |  |  |  | Großrabbiner Zvi Elimelech Halberstam Sanzer Rebbe von Kiryat Sanz, Netanja, Israel | Großrabbiner Zvi Elimelech Halberstam Sanzer Rebbe von Kiryat Sanz, Netanja, Israel | Großrabbiner Zvi Elimelech Halberstam Sanzer Rebbe von Kiryat Sanz, Netanja, Israel | Großrabbiner Zvi Elimelech Halberstam Sanzer Rebbe von Kiryat Sanz, Netanja, Israel | Großrabbiner Zvi Elimelech Halberstam Sanzer Rebbe von Kiryat Sanz, Netanja, Israel                                     | Großrabbiner Zvi Elimelech Halberstam Sanzer Rebbe von Kiryat Sanz, Netanja, Israel |  |  | Großrabbiner Shmuel Dovid Halberstam Sanz-Klausenburger Rebbe von Borough Park, Brooklyn | Großrabbiner Shmuel Dovid Halberstam Sanz-Klausenburger Rebbe von Borough Park, Brooklyn | Großrabbiner Shmuel Dovid Halberstam Sanz-Klausenburger Rebbe von Borough Park, Brooklyn | Großrabbiner Shmuel Dovid Halberstam Sanz-Klausenburger Rebbe von Borough Park, Brooklyn | Großrabbiner Shmuel Dovid Halberstam Sanz-Klausenburger Rebbe von Borough Park, Brooklyn | Großrabbiner Shmuel Dovid Halberstam Sanz-Klausenburger Rebbe von Borough Park, Brooklyn |
|                                                                           |  |  |  |  |  |  |  |  |  |  |  |                                                                                     |                                                                                     |                                                                                     |                                                                                     | |                                                                                     |  |  |                                                                                          |                                                                                          |                                                                                          |                                                                                          |                                                                                          |                                                                                          |
|                                                                           |  |  |  |  |  |  |  |  |  |  |  |                                                                                     |                                                                                     |                                                                                     |                                                                                     | |                                                                                     |  |  |                                                                                          |                                                                                          |                                                                                          |                                                                                          |                                                                                          |                                                                                          |